# Гилберт Вајт
Гилберт Вајт ФРС (18. јул 1720 – 26. јун 1793) био је „парох-природњак“, енглески природњак пионир, еколог и орнитолог. Најпознатији је по својој Природњачкој историји и старинама из Селборна.

## Живот
Вајт је рођен 18. јула 1720. године у дедином викарству у Селборну у Хемпширу. Његов деда, такође Гилберт Вајт, био је у то време викар у Селборну. Родитељи Гилберта Вајта били су Џон (1688–1758), школовани адвокат и Ан Холт († 1740). Гилберт је био најстарији од осам преживелих браће и сестара. Гилбертова породица је кратко живела у Комптону у Сареју, пре него што се преселила у The Wakes 1728. године, који је Гилбертов његов дом до краја његовог живота.
Гилберт Вајт школовао се у Бејзингстоуку код Томаса Вортона, оца Џозефа и Томаса Вортона, који су били Гилбертови школски другови. Постоје и наговештаји да је можда похађао школу Светог Духа пре него што је у децембру 1739. отишао на колеџ Ориел, Оксфорд. Дипломирао је уметност у јуну 1743. године. У марту 1744. године изабран је за члана у колеџу. У октобру 1746. године постао је магистар уметности.
Вајт је добио положај ђакона 1746. године, постављен у потпуности 1749. године, а потом је држао неколико парохија у Хемпширу и Вилтширу, укључујући суседне парохије. У 1752/53. Вајт је био на функцији млађег проктора на Оксфорду и био декан Ориела. Након смрти оца 1758. године, Вајт се вратио у породичну кућу у Селборну, коју је на крају наследио 1763. године. 1784. постао је парох Селборна по четврти пут, остајући ту до своје смрти.
Вајт је умро 1793. године и сахрањен је на гробљу цркве Свете Марије у Селборну.

## Природњак
Многи Вајта сматрају првим енглеским екологом и једним од оних који су обликовали савремени став о поштовању природе. За глисте је рекао:
Глисте, наизглед мала и презирна карика у ланцу природе, али ако би се изгубиле, створиле би јадну провалију. [...] Чини се да су глисте велики покретачи вегетације, која би без њих наставила, али хромо. . .
Каснији природњак Чарлс Дарвин, упитан 1870. године о књигама које су га дубоко импресионирале у младости, поменуо је Вајтове текстове. Међутим, у Дарвиновој књизи Формирање хумуса за поврће: дејством црва, уз посматрање њихових навика (1881), нема признања ранијег Вајтовог рада у Природњачкој историји и старинама из Селборна о значају глиста у стварању и одржавању горњег слоја тла. Тврдило се да Дарвин можда не би изнео теорију еволуције без Вајтовог пионирског теренског рада који је утврдио важност помног посматрања.
Уместо да проучава мртве примерке, Вајт је током многих година посматрао живе птице и животиње на сопственим стаништима; стварајући „нову врсту зоологије, научну, прецизну и засновану на сталном прикупљању детаља“. Из скоро 40 година посматрања, Вајт је препознао да птице и животиње имају унутрашњи живот. Свој рад заснивао је на тачном бележењу догађаја, класификовању, мерењу, анализирању података, доношењу закључака на основу посматрања и експериментисању. Био је „један од првих писаца који је показао да је могуће писати о природном свету са свежом и интензивном личном визијом, а да на било који начин не жртвују прецизност“. Стога, Мабеј цитира Вајта: „за овог дивног времена окупљена јата кућних ластавица на Цркви и кули била су веома лепа и врло забавна! Кад су одлетеле све заједно са крова, на било који јак звук, прилично су се заројиле у ваздуху. Али убрзо су се поново населиле у гомиле на шиндри; изгледајући да уживају, док су чистиле перје како би прихватиле зраке сунца." Вајтова научна гледишта обојена су његовом теологијом. Није имао велике теорије, планирао је експерименте и реплицирао их како би то урадио и савремени научник: био је слободнији и, као последица тога, привлачнији као писац.
Вајт и Вилијам Марквич прикупили су записе о датумима појављивања више од 400 биљних и животињских врста, Вајт је бележио у Хемпширу а Марквич у Сасексу између 1768. и 1793. Ови подаци, сажети у Природњачкој историји и старинама Селборна као најранији и најновији датуми за сваки догађај током 25-годишњег периода, међу најранијим су примерима модерне фенологије.
Амерички природњачки писац, Доналд К. Пити, пише у Путу природњака о Вајтовом доприносу јавном интересу код птица: "Попис птица, који је објавило Аудубон друштво, био је изум Гилберта Вајта, он је био оригинални експонент, колико знам, блиског сезонског посматрања природе, гране науке која је позната као фенологија. Први је уочио вредност у проучавању миграција (тада спорна чињеница) и повезивања или прстеновања птица, мада је друштво Аудубон прво извело експеримент. Ниједан професионални орнитолог никада није толико учинио да повећа интересовање за птице; са Вајтових страница прислушкују нас пријатељским оком и искачу из његових листова право преко наших прагова."
„Вајтови други доприноси пољу природњачке науке су импресивни, на пример, његово пажљиво посматрање и бележење догађаја временом га је навело да развије идеју о „ланцу исхране“, постављајући темеље модерном проучавању екологије; открио је разлику између три врсте пегавца на основу њихових различитих песама; пионир је модерних теорија о птичјој територији и њеним ефектима на њихову популацију. И данас већина природњака чита Вајта и често се позивају на његово дело због његових увида и истраживачких достигнућа.
Његов дневник из 1783–84. потврђује драматичне климатске утицаје дима вулканског "кратера Лаки“ који се са Исланда проширио са смртоносним последицама широм Европе.
Вајтова сестра Ана је била удата за Томаса Баркера (1722—1809), "Оца метеорологије", и Гилберт је одржавао преписку са својим нећаком Семјуелом Баркером, који је такође водио природњачки журнал.

## Природњачка историја и старине Селборна
Вајт је најпознатији по својој Природњачкој историји и старинама Селборна (1789). Ово је представљено као компилација његових писама Томасу Пенанту, водећем британском зоологу тих дана и Дејнзу Барингтону, енглеском адвокату и још једном члану Краљевског друштва, мада одређени број "писама", попут првих девет, никада није објављен и написан је посебно за књигу. Књига се непрестано штампа од првог објављивања. Дуго је сматрана, „вероватно апокрифно“, као четврта најобјављиванија књига на енглеском језику после Библије, дела Шекспира и Џон Банјанове The Pilgrim's Progress.

## Наслеђе
Вајта су често доживљавали као аматерског "сеоског писца", посебно у научној заједници. Међутим, назван је „неопходним претходником оних великих викторијанаца који су трансформисали наше идеје о животу на Земљи - Лајлу, Спенсеру, Хакслију и Дарвину“. И потцењен је као пионир модерних научно-истраживачких метода, посебно теренског рада. Као што Мабеј тврди, мешање научних и емоционалних одговора на природу било је највеће Вајтово наслеђе: „помогло је у подстицању раста екологије и спознаје да су људи такође део природне шеме ствари“.
Породична кућа Вајтових у Селборну, сада је музеј Гилберта Вајта. Друштво Селборна основано је 1895. године да би се овековечило сећање на Гилберта Вајта. Купило је земљиште уз канал Гранд Унион у Перивејлу у западном Лондону да би створило прво уточиште за птице у Британији, познато као Perivale Wood. Седамдесетих година 20. века Perivale Wood је постао локални резерват природе. Ову иницијативу водила је група младих природњака. Одредио га јеСавет општине Илинг у складу са Законом о националним парковима и приступу селу из 1949. Флора Томпсон, сеоски романописац, рекла је за Вајта: „Лако га је замислити, овог првог од енглеских писаца природњака, најтрезвенијег и најскромнијег, а ипак најсрећнијег човека“.
Вајта цитира Мерлин у филму The Once and Future King и у The Boy in Grey, у којој се Вајтов дрозд појављује као лик. Документарни филм о Вајту, који је представио историчар Мајкл Вуд, емитовао је ББЦ 4, 2006. Вајт се обележава у натпису на једном од осам звона постављених 2009. године у Холибурну, Хемпшир и у локалном природном резервату Perivale Wood, који је посвећен његовом сећању. Резерват је у власништву Друштва Селборна и њиме управља, именовано у спомен на Вајтову Природњачку историју. Вајтови чести извештаји о корњачи наслеђеној од његове тетке у Природњачкој историји и старинама из Селборна чине основу за књигу Верлин Клинкенборг, Тимоти.
Прозор у витражу који приказује Светог Фрању у цркви Селборн обележава Гилберта Вајта. Дизајнирао га је Хорас Хинкес, а инсталиран је 1920.
Утицај Вајта на уметнике прославља се на изложби „Привучени природом: Гилберт Вајт и уметници“ која је одржана у пролеће 2020. године у галерији Палант хаус у Чичестеру поводом 300 година од његовог рођења, а укључује уметничка дела Томаса Бевика, Ерика Равилиоса и Џона Пајпера, између осталих.
Вајту се приписује можда најранији писани запис речи „golly“, у чланку из 1775. године.
Коначно, ОЕД одаје признање Вајту зато што је први пут употребио "x" за представљање пољупца у писму написаном 1763. године.

## Радови
- White, Gilbert (1795). A Naturalist's Calendar, with observations in various branches of natural history, extracted from the papers of the late Rev. Gilbert White of Selborne, Hampshire, Senior Fellow of Oriel College, Oxford. Never before published. London: printed for B. and J. White, Horace's Head, Fleet Street. Edited by J. Aikin.